# Göteborgs och Bohus län

Wapen van Göteborgs och Bohuslän

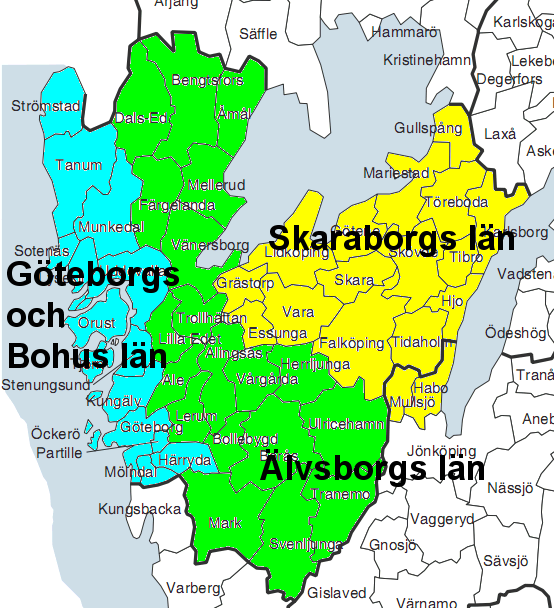
Älvsborgs län, Göteborgs och Bohus län en Skaraborgs län binnen de nieuwe provincie Västra Götalands län

Göteborgs och Bohus län is een voormalig län, een voormalige provincie in het westen van Zweden. De provincie bestond uit het landschap Bohuslän, het westelijke deel van Västergötland en Lindome in het noorden van Halland. Lindome was de parochie. De provincie bestond tot 31 december 1998, daarna ging de provincie met Älvsborgs län en grote delen van Skaraborgs län samen tot Västra Götalands län. De hoofdstad van de provincie was Göteborg, maar een deel van het provinciebestuur was gevestigd in Uddevalla. Västra Götalands län, dus ook het oude Göteborgs och Bohus län, ligt aan het Skagerrak. De provincieletter was een O.

## Steden
- Göteborg
- Kungälv
- Lysekil
- Marstrand
- Mölndal
- Strömstad
- Uddevalla